# Dera Ismail Khan
Dera Ismail Khan, oft abgekürzt mit D. I. Khan, ist eine Stadt in der Provinz Khyber Pakhtunkhwa. Sie liegt am Westufer des Indus, etwa 300 Kilometer südlich der Provinzhauptstadt Peschawar und 230 Kilometer nordwestlich von Multan, Punjab. Die Stadt ist die Hauptstadt des gleichnamigen Bezirks und Tehsils. Die gesprochenen Sprachen sind Pashto und Saraiki.

## Etymologie
Das Wort dera bedeutet auf Balochi, Pashto und Saraiki Lager. Das Wort findet sich in vielen Städtenamen in Khyber Pakhtunkhwa wieder. Die Einwohner von D. I. Khan werden als Dērawāl bezeichnet.

## Geschichte
Die Region um Dera Ismail Khan wird seit Jahrtausenden bewohnt. Zeuge hierfür ist die archäologische Stätte Rehman Deri. DI Khan liegt in der historischen Derajat-Region, die im 15. Jahrhundert begründet wurde, als Balochi die Region auf Geheiß von Shah Husayn, dem Langah Sultan, besiedelten. 1469 (oder 1471) wurde die Region rund um DI Khan schließlich an Sardar Malik Sohrab Khan Dodai Baloch übergeben, der als Jagir eingestellt wurde. Wegen Malik, der ursprünglich aus dem Distrikt Makran ist, und auch durch seine Präsenz in der Region sind andere Makranivölker nach Dera Ismail Khan gekommen wie zum Beispiel Ghazi Khan, der Dera Ghazi Khan gründete. Es wird angenommen, dass der Sohn von Malik, Ismail Khan, Dera Ismail Khan gegründet hat, obwohl der Kaiser Babur die Stadt bereits 1508 besichtigte, ohne die Stadt zu erwähnen (englisch) Später wurden Balochi Siedler durch Pashtunen aus der Stadt verdrängt oder in die Stadt integriert deswegen sind die meisten heutige Dorfbewohner Balochi. Dera Ismail Khan lag zwischen der Handelsroute Multan – Kandahar aber DI Khan keinen großen Stellenwert bis zur Besetzung durch die Briten hatte. Die Stadt entwickelte sich zu einem Handelszentrum für Powindah Nomaden. Während der Invasion durch Nader Schah ergaben sich die Balochi widerstandslos.
DI Khan wurde von neun Generationen der Balochi, die von Ismail Khan abstammten, geführt. Der letzte Herrscher, Nusrat Khan, wurde 1750 aus der Führung entlassen, da die Stadt durch Ahmad Shah Durrani eingenommen wurde. 1794 wurde die Stadt an Nawab Muhammad Khan Sadozai übergeben.

### Neugründung
Die ursprüngliche Stadt wurde 1823 durch Überflutungen des Indus zerstört. Die heutige Stadt wurde 1825 durch Nawab Sher Muhammad Khan, einem Angehörigen der Popalzai neugegründet. Die Stadt befindet sich nun sechs Kilometer vom Indus auf einem kleinen Hügel. Nawab Sher ließ sich bei der Neugründung von Mitgliedern der Derajat beraten. Anschließend wurden Architekten aus Punjab gerufen, die eine Stadt entwickelten, in der Hindus im nördlichen Teil leben sollten und Muslime im südlichen Teil. Dera Ismail Khan blieb in der Hand von Nawab Sher Muhammad Khan, bis es 1836 von Nau Nihal Singh annektiert wurde. Dera Ismail Khan wurde 1849 von den Briten besetzt, woraufhin die Sikhs in der Schlacht von Gujrat besiegt wurden.

### Ära der Briten
1920 wurde die NWFP zum Punjab hinzugerechnet und Dera Ismail Khan wurde Teil der NWFP Provinz. Heute bekannt als KPK Provinz. Dera Ismail Khans erster Offizier unter britischer Herrschaft war 1848 General Van Cortland. Der Nachfolger wurde Leutnant Butler. Unter seiner Leitung wurde eine städtische Infrastruktur und ein koloniales Verwaltungssystem geschaffen, wobei Führungspositionen von den Briten besetzt wurden. Während des Sepoyaufstandes 1857 kam es jedoch zu keinem Widerstand. 1861 wurde Dera Ismail Khan zur Hauptstadt der Dera Ismail Khan Division, vergleichbar mit englischen Countys. 1867 wurde die Dera Ismail Khan Gemeinde geschaffen und 1894 folgte das Dera Ismail Khan Cantonment. Der lokale Handel in DI Khan war von Bedeutung, denn afghanische Händlerkarawanen durchquerten die Stadt von Indien aus. Durch erhöhte Sicherheitsstandards in der Gomalroute erhöhte sich die Anzahl solcher Karawanen. Es wurde mit englischer Ware, Weizen, Holz und Ghee gehandelt. Nach Angaben der Volkszählung 1901 hatte Dera Ismail Khan 31.737 Einwohner von den Einwohnern waren 18.662 Muslime, 11.486 Hindus und 1.420 Sikhs. 3.450 lebten im Dera Ismail Khan Cantonment. Nach der Teilung Indiens wanderten die Sikhs und Hindus nach Indien aus, während sich Muslime aus Indien in Dera Ismail Khan niederließen.

### Moderne
Nach der sowjetischen Intervention in Afghanistan wanderten viele Afghanen nach Pakistan ein und die Bevölkerung von Dera Ismail Khan verdreifachte sich. Dera Ismail Khan wurde von der Offensive der pakistanischen Armee gegen Terroristen zwischen 2007 und 2014 schwer getroffen. Im Januar 2007 wurde ein Selbstmordanschlag verübt, der zwei Menschen tötete und sieben verletzte. 2008 wurden in einem weiteren Selbstmordanschlag 32 Menschen im Warteraum eines Krankenhauses getötet. Die Tehrik-i-Taliban Pakistan war für die Anschläge verantwortlich und wollte dadurch die Offensive der Pakistanischen Armee stoppen. Bei einem Selbstmordanschlag im Januar 2009 starben 14 Menschen bei drei Explosionen in DI Khan. 2014 startete die Armee die Operation Zarb-e-Azb um den Einfluss von Terroristen weiter einzudämmen. Die Operation erhöhte die Sicherheit in DI Khan bis 2016. Es kam 2017 jedoch trotz der Operation zu einem weiteren Anschlag, wobei eine ferngesteuerte Bombe explodierte und 21 Menschen tötete. Im Februar 2017 starben 5 Menschen, nachdem Schüsse auf einen Polizeiwagen abgegeben wurden.

## Klima
Dera Ismail Khan verfügt nach der Effektive Klimaklassifikation ein Wüstenklima mit einem heißen Sommer und mildem Winter. Die Niederschlagssaison ist von Februar bis Juli.

## Infrastruktur

### Straßenverkehr
Dera Ismail Khan ist durch eine Schnellstraße mit Bannu verbunden, die bis nach Peschawar und Kohat führt. Eine weitere Straße verbindet Dera Ismail Khan mit der Mianwali und Zhob. Die dritte Hauptstraße verbindet auf der östlichen Seite des Indus Dera Ismail Khan mit Bhakkar und Punjab. DI Khan ist Teil des Hakla Dera Ismail Motorways, einer 280 km langen vierspurigen Autobahn, die vom Hakla Interchange auf dem Motorway M-1 in der Nähe von Islamabad bis DI Khan reicht.
2015 wurde im Rahmen des China-Pakistan Economic Corridor bekanntgegeben, eine 280 km lange Autobahn nach Dera Ismail Khan zu bauen.

### Flughafen
Der Dera Ismail Khan Airport wird im Inlandsverkehr angeflogen.